# Vranínský potok
Vranínský potok je přítok Rokytky, délka toku je přibližně 5 km, do Rokytky se vlévá v rybníku Nový u háje. Jeho hydrologické pořadí je 4-16-03-0170.
Potok pramení asi 500 m západně od vesnice Vranín, posléze protéká vesnicí Vranín, na východním okraje vesnice do potoka zprava přitéká bezejmenný potok. Po téměř 4 kilometrech toku se potok vlévá do rybníka Šingrot a následně do rybníka Nový u háje, kde ústí do řeky Rokytky.